# Cernaysia
Cernaysia es un género extinto de mamífero que vivió durante el Paleoceno en América del Norte y Francia. Este animal apareció justo después de la extinción de los últimos dinosaurios. Pertenece al orden extinto de los Multituberculata, y al suborden de los Cimolodonta.
El género Cernaysia (" de Cernay ") fue nombrado por Vianey-Liaud M. en 1986 basado en el conocimiento de dos especies. También se conoce como Carnaysia. Los restos fósiles de la especie Cernaysia davidi (Vianey-Liaud M 1986), pertenecientes al Paleoceno inferior se encontraron en los estratos de la Cuenca de San Juan en Nuevo México (Estados Unidos. Los restos fósiles de la especie Cernaysia manueli (Vianey-Liaud M 1986) se encontraron en Cernay (Francia).